# Lachera di Rocca Grimalda
La Lachera è un rito carnevalesco che si svolge a Rocca Grimalda, in provincia di Alessandria, ricco di significati antropologici legati al ciclo calendariale della rinascita primaverile e della fertilità della terra.
È un insieme di danze con accenni di teatro: i personaggi fissati dalla tradizione si confrontano e interagiscono tra loro con maschere e costumi che richiamano ruoli diversi e significati intrinseci.

## Storia e Origini
Esistono molte fotografie a partire dai primi anni del Novecento e la descrizione del rito è contenuta in un diario dell’Ottocento. Numerosi legami con altre rappresentazioni carnevalesche simili diffuse in Europa ed in particolare nell’arco alpino, oltre alla presenza di personaggi legati a rituali arcaici pagani, ne testimoniano un'origine molto antica. Nel corso dei secoli il significato originario è stato associato a leggende ed eventi epici che hanno accompagnato e ormai intriso il rito stesso. Appare senza fondamento il legame con una presunta rivolta della "gente" di Rocca Grimalda contro lo Jus primae noctis, anche se nella memoria degli anziani la Lachera ricopre la funzione di Mito di fondazione della comunità ed è ricordata come "Danza contro il tiranno".
La tradizione si è mantenuta viva e partecipata nel tempo, con solo brevi interruzioni, attraversando fasi di splendore e periodi più difficili, influenzati dalle mutevoli condizioni sociali e politiche di Rocca Grimalda. Dal 1992, l’Associazione "La Lachera", nata con l’intento di custodire, valorizzare e trasmettere questo patrimonio culturale, ha contribuito in modo decisivo al recupero dei suoi significati arcaici, favorendo una rinnovata consapevolezza e dedizione nella riproposizione del rito.

## Personaggi

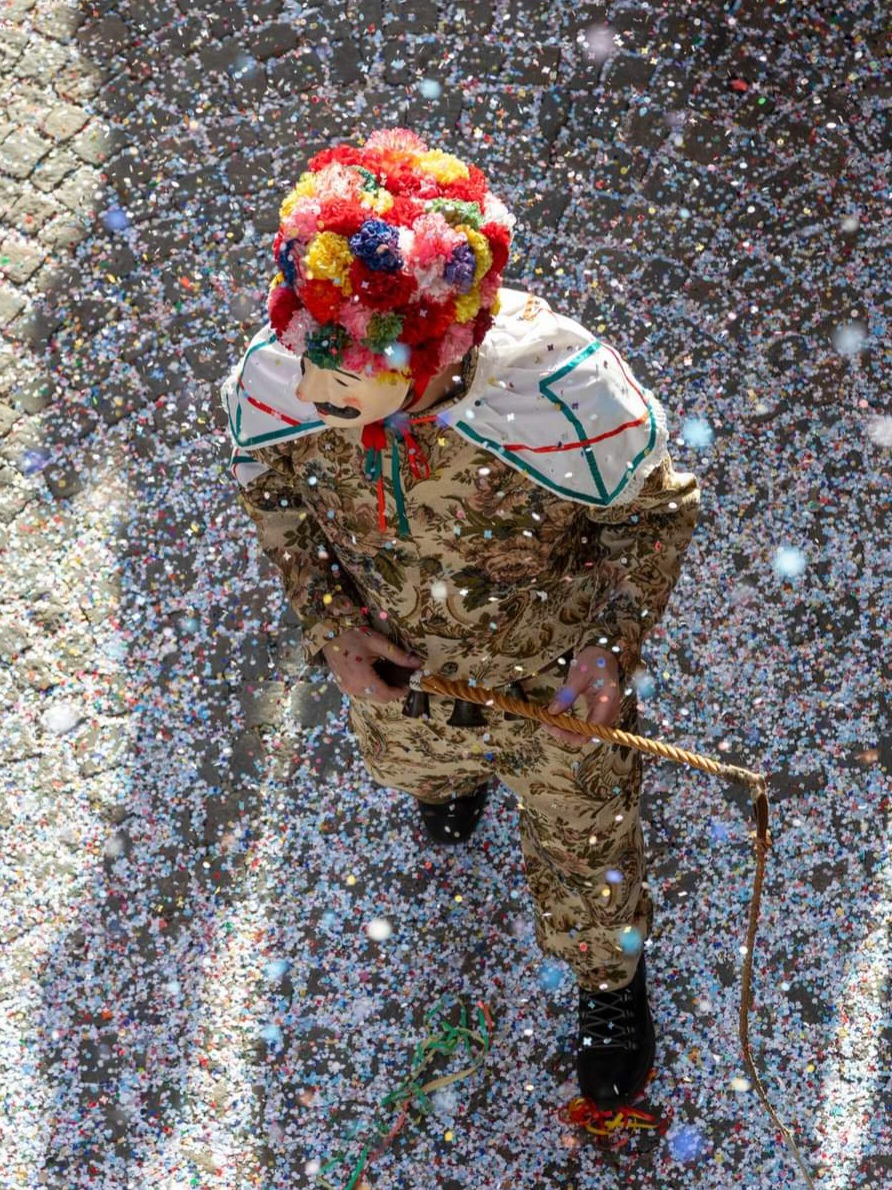
Trapulin in sfilata

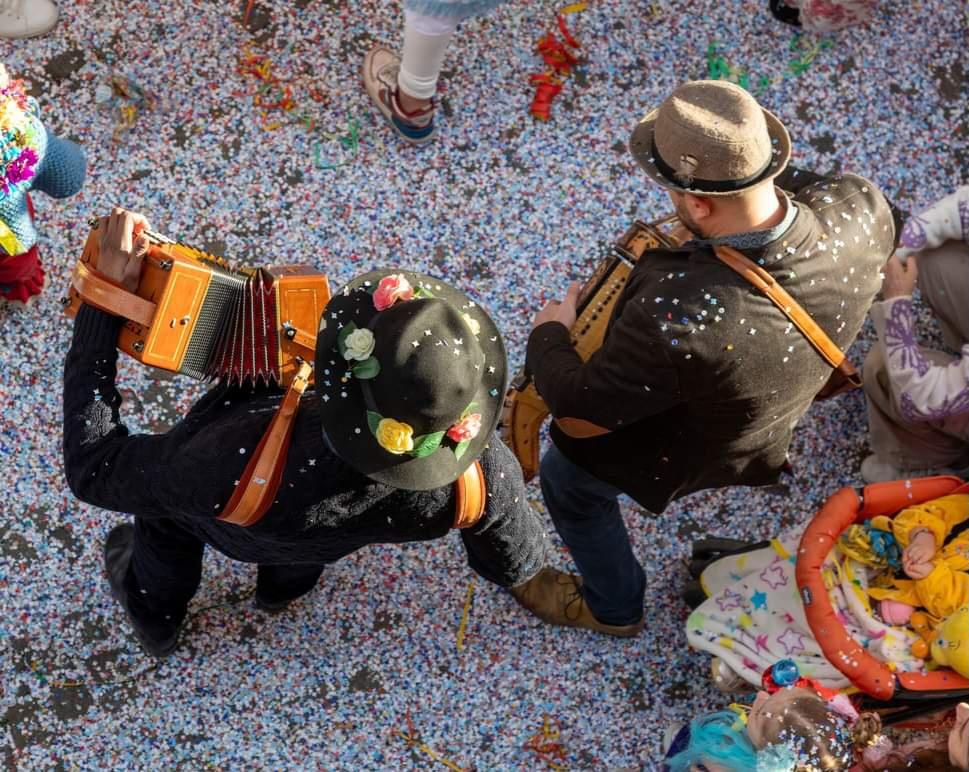
Musicisti in sfilata

Molteplici personaggi con ruoli ben precisi tramandati dagli anziani partecipano alla rappresentazione. I costumi rispecchiano i vari periodi storici che la Lachera ha attraversato: accanto ai Trapulin (varianti di Arlecchino già citati nella Commedia dell’arte) e ai Lachè (servitori con mitre infiorate, protagonisti della festa che rimandano a ritualità propiziatorie pagane), troviamo campagnole e mulattieri, spadaccini ed altri ancora. Particolarmente interessante il Bebè: vestito di rosso cardinalizio con corna e orecchie di capra, visione comica del diavolo, svolge anche il ruolo di buffone.
Un tempo anche le parti femminili erano ricoperte da uomini. Maschere facciali ben definite e distinte per i vari personaggi, realizzate con le stesse tecniche e materiali del passato, contribuiscono ad aumentarne il fascino ed il mistero.

## La Festa

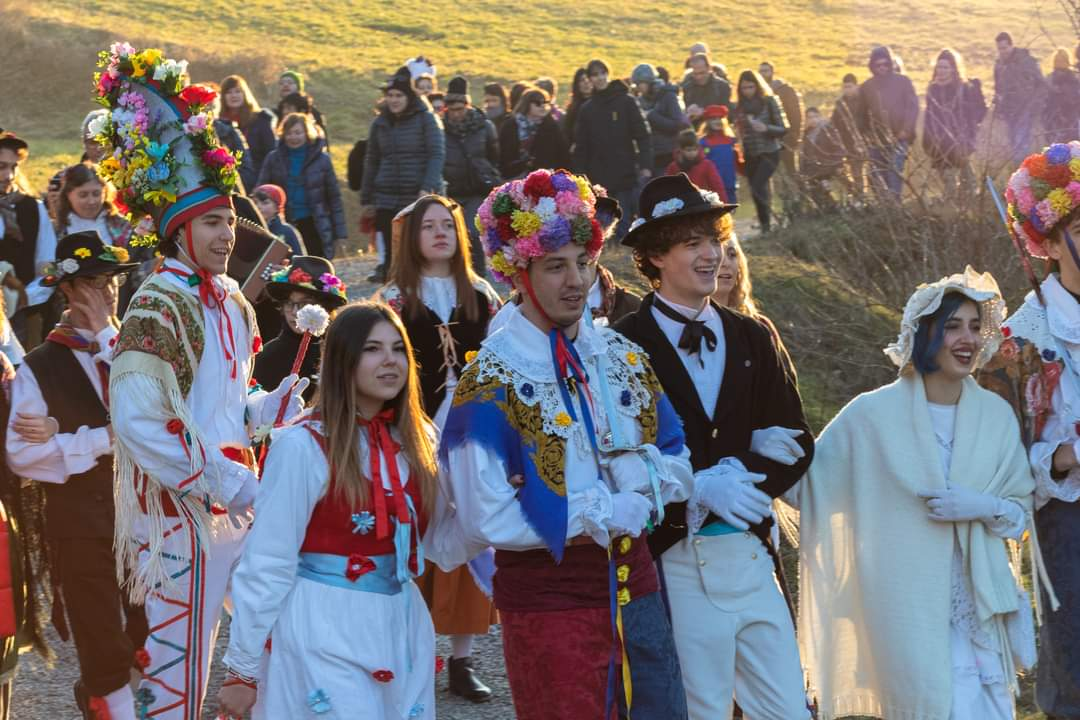
Corteo durante la Questua nelle cascine

L’evento si svolge a Rocca Grimalda durante il penultimo fine settimana di Carnevale. Il sabato, il corteo si muove attraverso le campagne in una suggestiva questua itinerante, visitando diverse cascine dove la Lachera si esibisce con danze sulle aie e nelle cantine. Ovunque, la Lachera, accompagnata da pubblico e visitatori, viene accolta con generose offerte di cibo e vino.
La domenica, il centro storico si trasforma in una grande isola pedonale: le danze vengono eseguite nei luoghi tradizionali e, nelle corti del paese, si distribuiscono specialità gastronomiche e vini tipici della zona. Il tutto in un'atmosfera di festa carnevalesca aperta a tutti.

## Le Danze

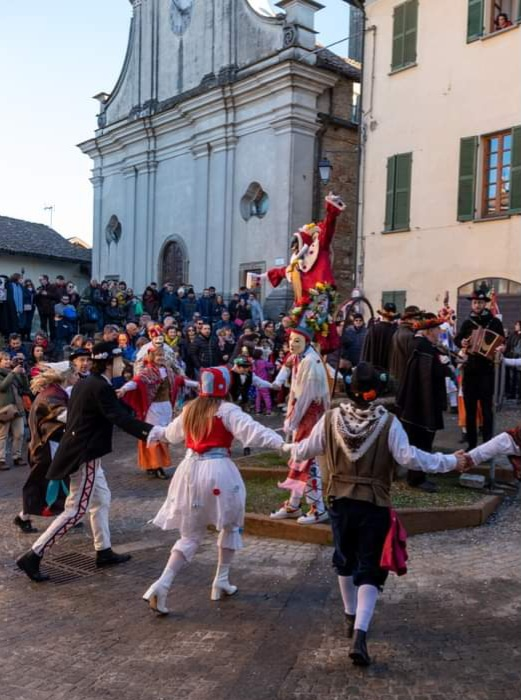
Danza di gruppo nel centro storico

Le danze tradizionali tramandate nel tempo comprendono la Lachera itinerante, eseguita ininterrottamente dai Lachè durante il corteo: una coreografia fatta di sgambetti a tempo di musica e salti eseguiti in momenti precisi, accompagnati dal suono caratteristico delle fruste dei Trapulin.
Seguono la Giga, danzata dagli Sposi insieme ai Lachè, e il Calisun, probabilmente la danza più allegorica, con giochi coreografici di incroci, respingimenti e contese, interpretata dalla Sposa e dai Lachè.
Nel tempo si sono aggiunte anche altre danze tra cui la Curenta dir Butej, la Monferrina e, in epoche più recenti, altri balli tipici della cultura popolare.
Le musiche che accompagnano le danze sono eseguite con strumenti tradizionali come il violino, l’organetto e la ghironda.

## Il Museo della Maschera

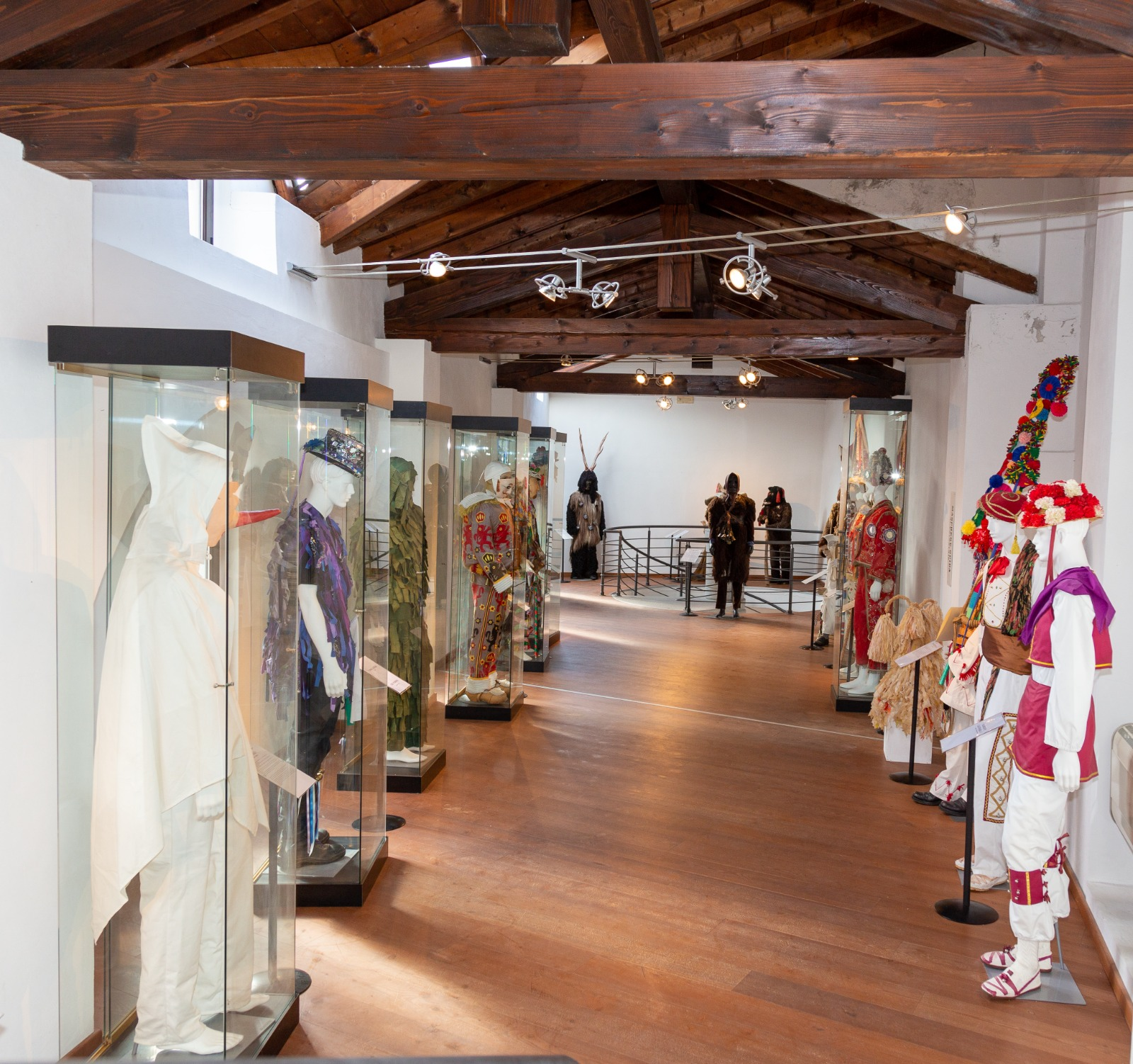
Museo della Maschera

La presenza di un rito così affascinante e misterioso ha favorito lo studio e la ricerca antropologica di settore. Intorno all’anno 2000 è stato creato a Rocca Grimalda un interessante Museo della Maschera che raccoglie e custodisce costumi e maschere della tradizione calendariale italiana ed europea oltre ad accessori, volumi e documentazione sulla ritualità carnevalesca spesso utilizzati per studi e ricerche .